# Adriana Lima
Adriana Lima (Salvador de Bahía, 12 de junio de 1981) es una supermodelo brasileña, conocida por haber sido uno de los ángeles de Victoria's Secret desde 1999 hasta 2018.
Es una de las integrantes del grupo de modelos brasileñas que entró al mundo de la moda a finales de los años 1990, entre las que están Shirley Mallmann, Gisele Bündchen, Ana Beatriz Barros, Isabeli Fontana y Alessandra Ambrosio. 
Lima ascendió al estrellato desde una situación familiar muy modesta.

## Biografía
Adriana es la única hija de María da Graça Lima y Nelson Torres, quien abandonó a la madre de Adriana cuando esta tenía sólo 6 meses de edad. Algunas fuentes apuntan que «Francesca» es su segundo nombre, sin embargo, la propia Lima ha aclarado que su nombre completo es simplemente «Adriana Lima».
Lima fue descubierta a los 15 años de edad, cuando obtuvo el primer lugar en el concurso de la agencia de modelos Ford Models, Supermodelo Brazil, al cual entró para acompañar a una amiga suya, ya que ésta no quería ir sola. Lima siguió en esta carrera y llegó al segundo lugar en el mismo concurso en su edición internacional en 1996.

## Carrera

### Modelo

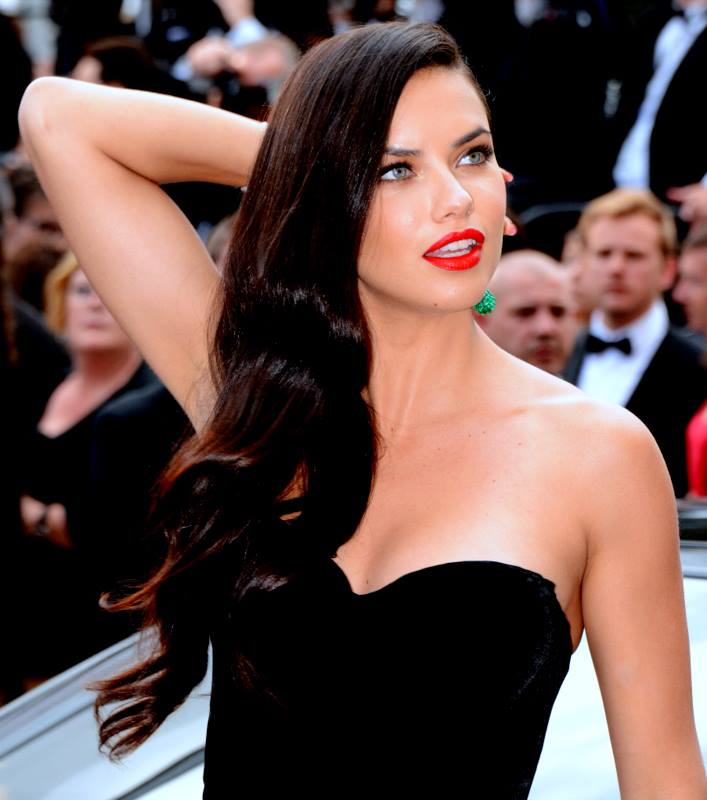
Adriana Lima en el Festival de cine de Cannes de 2015.

Poco después de haber finalizado su participación en Supermodelo Brazil, Adriana se mudó a la ciudad de Nueva York y cambió de agencia, dejando Ford para firmar con la Agencia de Modelos Elite Model Management. En sus inicios, su carrera consistió principalmente en trabajos editoriales de moda (con apariciones en ediciones internacionales de las revistas Vogue y Marie Claire en 1997 y 1998) así como también desfiles de pasarelas (Christian Lacroix, Valentino, etc). La primera gran oportunidad de Lima se presentó cuando apareció en un espectacular desfile de la marca Vassarette en Times Square. Su carrera en anuncios impresos continuó, y como muchos otros nombres famosos (Claudia Schiffer, Valeria Mazza, Laetitia Casta, Eva Herzigová), Lima se convirtió en una chica GUESS? en su campaña del 2000. Desde muy pequeña se caracterizó por su atractivo, hecho que llamó la atención de varios personajes en el mundo del modelaje.
Adriana se consolidó realizando más trabajos impresos para importantes marcas como Maybelline (desde 2003 hasta 2009) y Swatch. También ha trabajado para importantes marcas de moda como Armani, Versace, De Beers, Elie Saab, Alexander McQueen, Colcci, Dior, Schiaparelli, Prada, Intimissimi, Guess?, LOEWE, H&M, Bulgari, Miu Miu, Emilio Pucci, Donna Karan, Emporio Armani, Givenchy, Keds, Mossimo, Jason Wu, Balmain, Blumarine, Marc Jacobs, Maybelline, BCBG, John Galliano, Louis Vuitton. También ha trabajado con los fotógrafos más reconocidos de la moda como Annie Leibovitz, Juergen Teller, Bruce Weber, JR Durán, Steven Meisel y Mario Testino.
Durante los años 2004 y 2005 fue imagen de la compañía italiana de telefonía Tim Turbo para la cual realizó varios comerciales interpretándose a sí misma.
En abril de 2006 apareció en la portada de la revista GQ, esta fue la edición más vendida de ese año, razón por la cual la revista la nombró «La virgen más voluptuosa del mundo». Ese mismo año la revista Forbes la posicionó como la quinta supermodelo mejor pagada del mundo y en 2007 y 2008 se posicionaría en el cuarto lugar.
En 2008, volvió a aparecer en la portada de GQ, esta vez atrayendo un número récord de visitas al sitio web de la publicación. Así mismo fue portada de la revista Esquire, recreando la portada clásica de Angie Dickinson de 1966 en el 75 aniversario de la revista. Posó luciendo zapatos, diamantes y guantes para la edición de noviembre de 2007 de Vanity Fair junto con sus compañeras de Victoria’s Secret en celebración de 20 años de supermodelos.
A principios de 2012, la compañía de ropa turca Mavi Jeans contrató a Lima para ser el rostro de la marca, hecho que le permitió a la marca aumentar sus ventas en un 50% y un 20% en línea, además, su comercial de televisión, que fue visto por 28 millones de personas, se convirtió en un tema de tendencia en Twitter y el número de visitantes en la página de Facebook de Mavi aumentó en un 20%. Debido a su índice de éxito con la compañía, la rama europea y rusa de Mavi decidió convertirla en la imagen global de la marca. Lima fue fotografiada por el artista Richard Phillips en la famosa acera de Copacabana en Brasil para Visionaire n.° 62, que fue lanzado a mediados de ese mismo año.
En 2013 fue incluida en el calendario Pirelli al establecer el récord de ser la primera mujer embarazada en aparecer en el calendario. En julio de ese mismo año, la marca de moda española Desigual anunció que Lima sería la imagen de la marca durante la Semana de la Moda de Barcelona Primavera-Verano '14, después de que la supermodelo israelí Bar Rafaeli desempeñara el mismo papel en enero. Se ubicó como la tercera supermodelo mejor pagada según Forbes, con ganancias de 6 millones de dólares.
En diciembre de 2014 se ubicó en el puesto número 1 en la lista Top Sexiest Models por models.com, y también en 2015 se posicionó como la modelo mejor pagada después del retiro de Gisele Bundchen. En ese mismo año a finales de diciembre, Adriana mostró su figura de cera para el museo Madame Tussauds en Nueva York durante una ceremonia realizada en una tienda de Victoria's Secret en Manhattan, convirtiéndose así en el primer ángel en tener una figura de cera como ángel y la segunda brasileña en tener una, siendo el primero Pelé. Se trata de una réplica exacta de la modelo, con un estilo que corresponde a uno de los trajes que uso en el Victoria's Secret Fashion Show en el 2013, concretamente, en la apertura de un segmento titulado «Parisian Nights». Para realizar la figura se tomó más de 250 medidas detalladas del cuerpo de Lima, además tiene el color exacto del cabello y de sus ojos.
En 2015, se convirtió en la imagen de Vogue Eyewear y de la fragancia Decadence de Marc Jacobs. Ese mismo año, fue clasificada como la segunda supermodelo mejor pagada del mundo con ganancias de 9 millones de dólares.
En abril de 2016, Lima se convirtió en la imagen de la marca de lencería italiana Calzedonia y en julio de ese mismo año, Lima fue elegida por NBC junto con la supermodelo brasileña Alessandra Ambrosio como las corresponsales de comida y cultura del canal para los Juegos Olímpicos de Verano 2016.
En enero de 2017 Lima protagonizó la campaña de primavera/verano 2017 de la marca italiana Sportmax.

#### Victoria's Secret

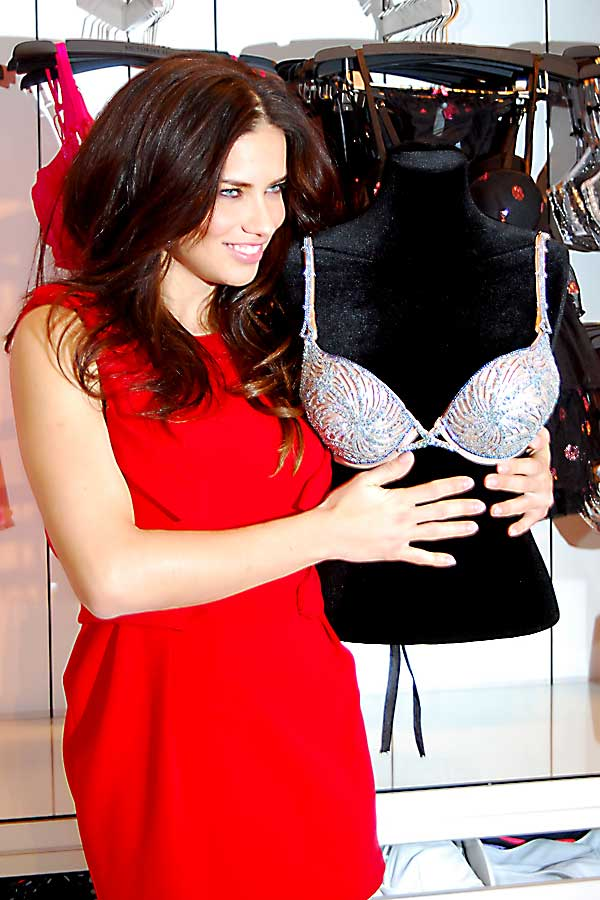
Adriana posando con el sujetador Fantasy valorado en 2 millones de dólares.

Probablemente sea más conocida por su trabajo como uno de los ángeles de Victoria's Secret, de dónde han salido muchos de sus trabajos más conocidos realizados por el fotógrafo Russell James, quien es también amigo de la modelo. Lima pisó por primera vez la pasarela de Victoria's Secret en 1999 con 19 años de edad, obteniendo el contrato como ángel tan solo un año después. Ha sido la encargada de abrir el desfile en los años 2003, 2007, 2008, 2010 y 2012.
Hizo presencia durante la entrega de una estrella en el Paseo de la Fama a los ángeles de Victoria's Secret en el año 2007. En el año 2008 fue elegida para portar el Black Diamond Fantasy Miracle Bra, valorado en 5 millones de dólares. En 2010 fue escogida nuevamente para portar el Bombshell Fantasy Bra, valorado en más de 2 millones de dólares y en 2014 fue elegida otra vez para portar uno de los Dream Angels Fantasy Bras junto con Alessandra Ambrosio valorados en 2 millones de dólares cada uno, creados por la prestigiosa joyería Mouawad.
Durante sus años trabajando con Victoria's Secret, Adriana ha participado en 18 desfiles, de los cuales ha abierto cinco y cerrado tres, ha abierto 13 segmentos y cerrado otros 7 y ha lucido el Fantasy Bra en tres ocasiones.

### Televisión
Lima actuó por primera vez junto a Mickey Rourke y Forest Whitaker en The Follow (2001), un cortometraje de la serie de BMW The Hire, protagonizada por Clive Owen y dirigida por Wong Kar-wai. También realizó una aparición con las demás ángeles de Victoria’s Secret en un episodio de la serie de comedia de CBS How I Met Your Mother en noviembre de 2007. Se interpretó a sí misma, junto con sus compañeras de Victoria's Secret, en la serie de 2013 The Crazy Ones, protagonizada por Robin Williams y Sarah Michelle Gellar.En 2008, Lima apareció en la serie de televisión estadounidense Ugly Betty, donde se interpretó a sí misma y se hizo amiga del personaje principal de la serie, Betty.
Lima es la presentadora y productora ejecutiva del reality show estadounidense American Beauty Stars, que se estrenó el 23 de septiembre de 2017 en Lifetime.

## Vida personal
Lima es una católica devota; asegura llevar siempre consigo una Biblia y asiste a misa todos los días.
Adriana estuvo casada con el entonces jugador de baloncesto en la NBA Marko Jaric (actualmente retirado). Se casaron en secreto y por lo civil el 14 de febrero de 2009, el día de San Valentín, tras una relación de nueve meses. Antes de casarse, Lima afirmó que llegaría virgen al matrimonio. Cuatro meses después de la boda, el representante de la modelo anunció en la revista People que Adriana estaba embarazada de tres meses, dando a luz el 16 de noviembre de 2009 a una niña llamada Valentina, que adoptó la nacionalidad serbia del padre. Valentina nació a las 34 semanas de gestación con un peso de sólo 4,4 libras (2,0 kg), debido a que Lima sufre de preeclampsia. Su segunda hija, una niña llamada Sienna, nació el 12 de septiembre de 2012.
La pareja anunció su separación el 2 de mayo de 2014, tras cinco años de matrimonio. En marzo de 2016 se completaron los trámites de divorcio.
En febrero de 2022 anunció que estaba esperando su tercer hijo con su actual pareja, Andre Lemmers. Su hijo Cyan Lima Lemmers nació el 29 de agosto de 2022.

### Filantropía
Lima realiza trabajos humanitarios ayudando al orfanato «Caminhos da Luz» (Caminos de la Luz), el cual se encuentra en su ciudad natal. Ayuda con la construcción para agrandar el orfanato y compra ropa a niños pobres en Salvador de Bahía.
Ella apareció en Misin Var? Musún Yok?, la versión turca de Deal or No Deal, donde el dinero del premio fue a un hospital de Estambul para los niños que luchan contra la leucemia.